# Widowmaker Pass
Widowmaker Pass är ett bergspass i Antarktis. Det ligger i Östantarktis. Nya Zeeland gör anspråk på området. Widowmaker Pass ligger 479 meter över havet.
Terrängen runt Widowmaker Pass är bergig, och sluttar brant österut. Trakten är obefolkad. Det finns inga samhällen i närheten. 